# 샤히드 하칸 압바시
샤히드 하칸 압바시(우르두어: شاہد خاقان عباسی, 영어: Shahid Khaqan Abbasi, 1958년 12월 27일~)는 파키스탄의 정치인이자 사업가로서 2017년 8월부터 2018년 5월까지 파키스탄의 제21대 총리를 지냈다. 압바시는 파키스탄 무슬림 연맹 나와즈파 수석부회장이자 파키스탄 민주운동 사무총장으로 2018년 10월부터 파키스탄의 하원에 해당하는 입법부인 국민의회 의원을 지냈다. 이전에는 1988년부터 1999년까지, 2008년부터 2018년까지 다시 국민의회 의원을 지냈다.
1958년 카라치에서 하칸 압바시 사이에서 태어난 압바시는 무리에의 로렌스 대학교에서 교육을 받았다. 그는 캘리포니아 대학교 로스앤젤레스에서 학사 학위를 취득한 뒤 조지 워싱턴 대학교에서 석사 학위를 받았다. 정치에 입문하기 전에는 미국과 중동의 여러 프로젝트에서 전문 기술자로 일했다.

## 생애 및 교육
압바시는 1958년 12월 27일 고향인 펀자브주 라왈핀디 지구의 무리에에서 태어났다. 그는 무리에의 로렌스 대학교에 다녔다. 1978년 캘리포니아 대학교 로스앤젤레스에 입학하여 전기공학 학사학위를 받았다. 이에 따라 그는 전기 기술자로 경력을 쌓기 시작했다. 1985년 조지 워싱턴 대학교에 입학하여 전기공학 석사학위를 받았다.
조지 워싱턴 대학교를 졸업한 후, 압바시는 전문 전기 기술자가 되었다. 그는 1980년대에 미국에서 일하다가 사우디아라비아로 건너가, 석유와 가스 산업에서 에너지 프로젝트를 담당했다.